# 廷伯特雷爾斯 (加利福尼亞州)
廷伯特雷爾斯（英語：Timber Trails）是位於美國加利福尼亞州卡拉韋拉斯縣的一個非建制地區。該地的面積和人口皆未知。

## 地理
廷伯特雷爾斯的座標為38°11′49″N 120°23′59″W / 38.19694°N 120.39972°W，而該地的平均海拔高度為1102米（即3615英尺）。